# SMASHING ANTHEMS
《SMASHING ANTHEMS》是聲優、歌手水樹奈奈第十一張個人專輯，於2015年11月11日由King Records发售。

## 收錄曲
1. Glorious Break
作詞：Shihori　作曲：上松範康（Elements Garden）　編曲：藤間仁（Elements Garden）
電視動畫「戰姬絕唱SYMPHOGEAR GX」插曲
2. Never Let Go
作詞：松井五郎　作曲：山﨑佳祐　編曲：山﨑佳祐
3. SUPER☆MAN
作詞、作曲：Kon-K　編曲：陶山隼
TBS「東京EXTRA」十一月的主題曲一月
4. Angel Blossom
作詞：水樹奈奈　作曲：光増ハジメ　編曲：EFFY
電視動畫「魔法少女奈葉ViVid」OP曲
5. BRACELET
作詞：藤林聖子　作曲：伊藤寛之　編曲：南田健吾
6. レイジーシンドローム
作詞、作曲：ヨシダタクミ（phatmans after school）　編曲：藤間仁 (Elements Garden)
7. コイウタ。
作詞：Shihori　作曲：中野ゆう　編曲：中西亮輔
  - FM TOKYO「水樹奈奈的M之世界」結尾曲
8. 禁断のレジスタンス -Extended Mix-
作詞：水樹奈奈　作曲、編曲：加藤裕介
電視動畫「CROSSANGE 天使與龍的輪舞」OP曲
9. The NEW STAR
作詞：板橋カナオ　作曲、編曲：木村篤史
10. Clutch!!
作詞：平朋崇　作曲、編曲：光増ハジメ
11. 熱情のマリア
作詞：水樹奈奈  作曲、編曲：加藤裕介
12. エゴアイディール
作詞、作曲：水樹奈奈　編曲：藤間仁（Elements Garden）
13. エデン
作詞：水樹奈奈　作曲：藤森真一（藍坊主）　編曲：藤間仁（Elements Garden）
14. アンビバレンス
作詞：中村僚　作曲：中村僚、中村友　編曲：中村友
15. Exterminate
作詞：水樹奈奈　作曲：上松範康（Elements Garden）　編曲：藤間仁（Elements Garden）
電視動畫「戰姬絕唱SYMPHOGEAR GX」OP曲

## 外部連結
- 水樹奈奈官方網站SMASHING ANTHEMS頁面（页面存档备份，存于）
- KING RECORDS
  - 初回限定盤CD+BD（页面存档备份，存于）
  - 初回限定盤CD+DVD（页面存档备份，存于）
  - 通常盤（页面存档备份，存于）